# سیتون، راتلند
سیتون (به انگلیسی: Seaton) یک روستا و محله مدنی در بریتانیا است که در راتلند واقع شده‌است. سیتون ۱۷۸ نفر جمعیت دارد.